# Velika ženska loža Francuske
Velika ženska loža Francuske (fra. Grande Loge Féminine de France), skraćeno GLFF, je ženska slobodnozidarska velika loža u Francuskoj. Osnovana je 1952. godine transformacijom Masonske ženske unije Francuske, formirane krajem Drugog svjetskog rata s ciljem stvaranja prve isključivo ženske slobodnozidarske nadležnosti. Od tada djeluje u Francuskoj i drugim dijelovima Europe, poput Hrvatske. Okuplja više od 14.000 članica u preko 400 loža te pripada liberalnom slobodnom zidarstvu. Članica je CLIPSAS-a, CLIMAF-a kao i Alijanse masona Europe.

## Povijest
Vidi još: Slobodno zidarstvo i žene

### Žene u slobodnom zidarstvu
Počevši od 18. stoljeća, sustav slobodnozidarske suradnje posvojenjem privukao je pažnju žena i obitelji slobodnih zidara. Mnoge od tih supruga bile su uključene u slobodnozidarske aktivnosti, iako im je bilo zabranjeno ući u samo slobodno zidarstvo njegovim temeljnim aktima iz 1723. godine. Impuls aktivistica kao što su Flora Tristan, Louise Michel i Maria Deraismes bio je presudan. Deraismes je primljena i inicirana 1882. godine u jednoj muškoj loži te postaje bitan dio skupine slobodnih zidara s Georgesom Martinom koji će kasnije osnovati Međunarodni red slobodnog zidarstva za muškarce i žene "Le Droit Humain" 1893. godine.
Nakon toga se žensko slobodno zidarstvo postalo sve pristunije. Tako su posvojene lože koje je stvorila Velika loža Francuske i kojima su slobodni zidari jednostrano odlučili dodijeliti autonomiju 1935. godine. Godine 1936. se konstituira osam samostalnih ženskih loža koje čine prvi "convent", temelj buduće Velike ženske lože Francuske. Za vrijeme Njemačke vojne uprave u okupiranoj Francuskoj mnoge su rastjerane, deportirane, djelovale u tajnosti ili su se pridružile Pokretu otpora.

### Utemeljenje velike ženske lože
Godine 1945. pod predsjedanjem Anne-Marie Gentily organiziran je po prvi put konvent koji je postojao prije rata. Godine 1946. jurisdikcija je restrukturirana. Godine 1952. Masonska ženska unija Francuske (Union maçonnique féminine de France) službeno je postala Velika ženska loža Francuske. Godine 1959. Drevni i prihvaćeni škotski obred postao je primarni obred velike lože, zamijenivši dotadašnji Obred posvojenja.
Od 1960-ih uspostavljena je 21 loža diljem Francuske te jedna u Ženevi, Švicarska. Tijekom sljedećeg desetljeća osnovano je 76 ženskih loža u Francuskoj, Švicarskoj i Belgiji. Tijekom istog desetljeća prihvaćeni su i drugi obredi. Tako je konkordat za Francuski obred dobiven od Velikog orijenta Francuske i 10. ožujka 1973. godine stvorena je prva loža koje je radila po ovom obredom, a ubrzo je uslijedilo i formiranje drugih loža.
U isto vrijeme, 1972. godine, Velika loža je formirala je Vrhovno žensko vijeće Škotskog obreda za Francusku s namjerom upravljanja visokim stupnjevima ovog obreda za svoje članice.
Pored toga, 1974. godine u Lyonu je stvorena prva ženska loža koja je djelovala po Ispravljenom škotskom obredu uz pomoć Velike tradicionalne i simboličke lože "Opera". Međutim, konkordat za ovaj obred formalno je izdao Veliki orijent Francuske tek 1980. godine.
Godine 2006. Velika ženska loža je pokrenula projekt emancipacije žena u arapskom svijetu.
Ženske velike lože osnovane u Švicarskoj (1976.), Belgiji (1981.), Italiji (1991.) i Portugalu (1997.) proizlaze iz Velike ženske lože Francuske, kao i Velika ženska simbolička loža Venezuele (2005.), Velika ženska loža Španjolske (2005.), Velika ženska loža Benina (2017.), Velika ženska loža Bugarske (2018.), kao i Velika ženska loža Srbije (2022.).
Kako bi se ojačala suradnja između Velike ženske lože Francuske, Velike ženske lože Belgije i Velika ženska masonska loža Italije osnovana je organizacija CLIMAF 1982. godine. Danas ova organizacija okuplja 12 isključivo ženskih velikih loža.

## Ustroj
Sjedište Velike ženske lože Francuske je u Parizu.

### Lože
Pod okriljem Velike ženske lože Francuske radi preko 410 loža kako u Francuskoj tako i u drugim državama.
Neke od loža koje se nalaze diljem Europe (van Francuske) su:
- Loža "Suncokret" (Loge Tournesol; Napraforgó páholy), Budimpešta[9] – nosi naziv po biljci suncokret.
- Loža "Uzorita" (Loge Uzorita), Zagreb
- Loža "Čarobna frula" (Loge La Flûte Enchantée; Loža "Burvju Flauta"), Riga[10] – nosi naziv po Mozartovoj operi Čarobna frula.
- Loža nepoznatog naziva
- Loža "Prometej" (Loge Prométhée; Loża "Prometea"), Varšava[11] – nosi naziv po Prometeju, bogu vatre u grčkoj mitologiji.
- Loža "Vječna Geja" (Loge Gaja Æterna; Loża "Gaja Æterna"), Varšava[12] – nosi naziv po Geji, personifikaciji Zemlje u grčkoj mitologiji.
- Loža nepoznatog naziva

U Hrvatskoj djeluje jedna loža pod zaštitom ove velike lože, i to Loža "Uzorita" koja je osnovana u Zagrebu 2. travnja 2022. godine. Članice ove lože su proizašle iz beogradske Lože "Vera Fides" pod zaštitom Velike ženske lože Francuske.

### Uprava
Velikom ženskom ložom Francuske upravlja velika majstorica (Grande Maîtresse) koja se bira na trogodišnje razdoblje. Među dosadašnjim velikim majstoricama su:
- Gisèle Faivre (1953. – 1954.; 1959. – 1960.; 1962. – 1964.; 1967. – 1968.)
- Liberté Morté (1954. – 1955.; 1961. – 1962.; 1970. – 1972.)
- Fabienne l'Écharpe (1958. – 1959.; 1965. – 1966.)
- Gilberte Colaneri (1975. – 1976.; 1980. – 1982.)
- Pauline Salmona (1983. – 1984.; 1986. – 1988.)
- Nicole Pinard (1983. – 1984.; 1997. – 1999.)
- Catherine Lyautey (2021. – 2023.)
- Liliane Mirville (od 2024.)[15]

### Međunarodna suradnja
Velika ženska loža Francuske je članica nekoliko međunarodnih saveza:
- CLIMAF (1982.; suosnivač)
- CLIPSAS (1984.)
- Unija masona Mediterana
- Alijansa masona Europe
- Masonska unija Balkana[20]

### Obredi
Velika ženska loža Francuske upravlja simboličkim stupnjevima plave lože (učenik, pomoćnik i majstor) i delegira upravljanje visokim stupnjevima na dodatna tijela i redove. Obredi koji se rade u plavoj loži su:
- Škotski obred (samo prva tri stupnja) – radi se od 1958. godine.
- Francuski obred (samo prva tri stupnja) – radi se od 1973. godine.
- Ispravljeni škotski obred (samo prva tri stupnja) – radi se od 1974. godine.
- Obred Memfisa-Mizraima (samo prva tri stupnja) – radi se od 2018. godine.

## Pridružena tijela i redovi
Upravljanje visokim stupnjevima Velika ženska loža Francuske provodi kroz pridružena tijela i redove od kojih svaki predstavlja jedan obred a na temelju potpisanih konkordata. Ova tijela su:
- Veliki ženski generalni kapitul Francuske (Grand Chapitre Général Féminin de France) – nadležno za rad Francuskog obreda;
- Vrhovno žensko vijeće za Francusku (Suprême Conseil féminin de France) – nadležno za rad Drevnog i prihvaćenog škotskog obreda;[21][22]
- Veliki ženski priorat Francuske (Grand Prieuré Féminin de France) – nadležno za rad Ispravljenog škotskog obreda.[23]

## Vanjske poveznice
- Službena stranica
- Veliki ženski priorat Francuske
- Velika ženska loža Francuske na Amenkamen.com